# Carl Stumpf
Carl Stumpf (Wiesentheid, 21 aprile 1848 – Berlino, 25 dicembre 1936) è stato un filosofo e psicologo tedesco, uno dei primi allievi di Franz Brentano. Fu maestro di Edmund Husserl e Aron Gurwitsch, relatore della tesi di dottorato di Robert Musil e divenne il fondatore della scuola di Berlino (Max Wertheimer, Kurt Koffka, Wolfgang Köhler).

## Biografia
Stumpf studiò con Brentano e Rudolf Hermann Lotze, ebbe una fondamentale influenza su Husserl, fondatore del movimento fenomenologico, e tramite la scuola di Berlino influenzò la psicologia gestaltistica. Stumpf è famoso per aver introdotto nella filosofia contemporanea il concetto di stato di cose (Sachverhalt), che fu ripreso e diffuso da Husserl e da Scheler.
Stumpf scrisse la sua dissertazione con Lotze all'Università di Gottinga (1868) e ottenne anche la sua abilitazione all'insegnamento li (1870). In un periodo successivo si interessò sempre più a metodi empirici e alla psicologia sperimentale e divenne uno dei pionieri in queste discipline. Insegnò a Göttingen, poi divenne professore a Würzburg e più tardi a Praga, Halle, Monaco ed infine Berlino.
Nel 1900, presso l'Università di Berlino, istituì l'Archivio Fonografico (Berliner Phonogramm-Archiv).

## Opere
- Verhältnis des Platonischen Gottes zur Idee des Guten, Halle 1869
- Über den psychologischen Ursprung der Raumvorstellung, 1873
- Tonpsychologie, 2 volumi 1883 & 1890
- Psychologie und Erkenntnistheorie, Monaco di Baviera 1891
- Tafeln zur Geschichte der Philosophie, Berlino 1896
- Die pseudo-aristotelischen Probleme der Musik, Berlino 1897
- Eröffnungsrede des Präsidenten, Prof. Dr. Carl Stumpf, Berlin, in: Dritter Internationaler Congreß für Psychologie im München vom 4-7 agosto 1896, 1897
- Der Entwicklungsgedanke in der gegenwärtigen Philosophie, Festrede, gehalten am Stiftungstage der Kaiser Wilhelms-Akademie für das militärärztliche Bildungswesen, 2 dicembre 1899, Berlino 1899
- Der Entwicklungsgedanke in der gegenwärtigen Philosophie, Berlino 1900
- Tontabellen, in: Beiträge zur Akustik und Musikwissenschaft, Heft 3/1901, p. 139-146, Tabelle I-IX
- Zur Einteilung der Wissenschaften, Berlino 1906
- Erscheinungen und psychische Funktionen, In: Abhandlungen der Königlich Preußischen Akademie der Wissenschaften. Philosophisch-historische Abhandlungen, IV (1906), p. 1-40 (2. edizione 1907)
- Die Wiedergeburt der Philosophie, Berlino 1907
- Richtungen und Gegensätze in der heutigen Psychologie, In: Internationale Wochenschrift für Wissenschaft, Kunst und Technik. Beiträge der "Münchner Allgemeinen Zeitung" vom 19. Oktober 1907, p. 903-914
- Vom ethischen Skeptizismus, Berlino 1908
- Das Berliner Phonogrammarchiv, In: Internationale Wochenschrift für Wissenschaft, Kunst und Technik. Beilage der "Münchner Allgemeine Zeitung" vom 22 febbraio 1908, p. 225-246
- Philosophische Reden und Vorträge, Lipsia 1910
- Das psychologische Institut, In: Lenz, M. (ed.), Geschichte der Königlichen Friedrich-Wilhelms-Universität zu Berlin, 3. Band, Halle, 1910, S. 202-207
- Konsonanz und Konkordanz, In: Vertreter deutscher Musikwissenschaft (ed.): Festschrift zum 90. Geburtstage Rocchus Freiherrn von Liliencron, Lipsia, 1910, p. 329-349
- Die Anfänge der Musik (Le origini della musica), 1911
- Zum Gedächtnis Lotzes, In: Kantstudien, XXII (1917), Heft 1-2, p. 1-26
- Empfindung und Vorstellung, 1918
- Erinnerungen an Franz Brentano, In: Krause, O. (ed.) Franz Brentano. Zur Kenntnis seines Lebens und seiner Lehre, München, 1919, p. 87-149
- Phonetik und Ohrenheilkunde, In: Beiträge zur Anatomie. Physiologie, Pathologie und Therapie des Ohres, der Nase und des Halses, 22(1925), p. 1-8
- Die Sprachlaute. Experimentell-phonetische Untersuchungen. Nebst einem Anhang über Instrumentalklänge, Berlino 1926
- Gefühl und Gefühlsempfindung, 1928
- William James nach seinen Briefen. Leben - Charakter - Lehre, Berlino 1928
- C. S. Selbstdarstellung In: Raymund Schmidt (ed.): Die Philosophie der Gegenwart in Selbstdarstellungen, Vol. 5, Lipsia 1924
- Schriften zur Psychologie, neu herausgegeben und mit einer biographischen Einleitung versehen von Helga Sprung, Francoforte sul Meno 1997
- Erkenntnislehre, Vol. 1, Lipsia 1939
- Erkenntnislehre, Vol. 2, Lipsia 1940

### Opere in italiano
- La rinascita della filosofia. Saggi e conferenze, a cura di R. Martinelli, Macerata, Quodlibet, 2009